# Отвод пороховых газов

Газоотводный механизм с непосредственным действием пороховых газов на затворную раму.

Газовый поршень выполнен отдельно, имеет короткий ход и собственную возвратную пружину.

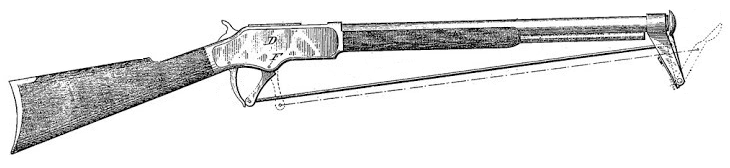
Механизм автоматического перезаряжания — чертёж из патентной заявки.

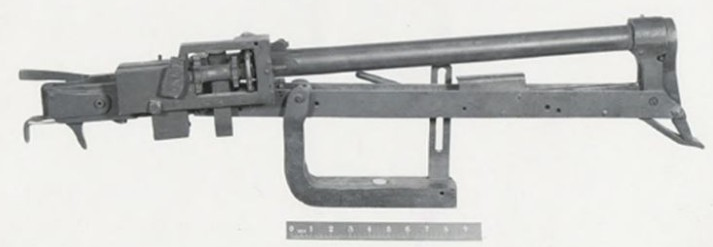
Первый опытный образец «флаппера».

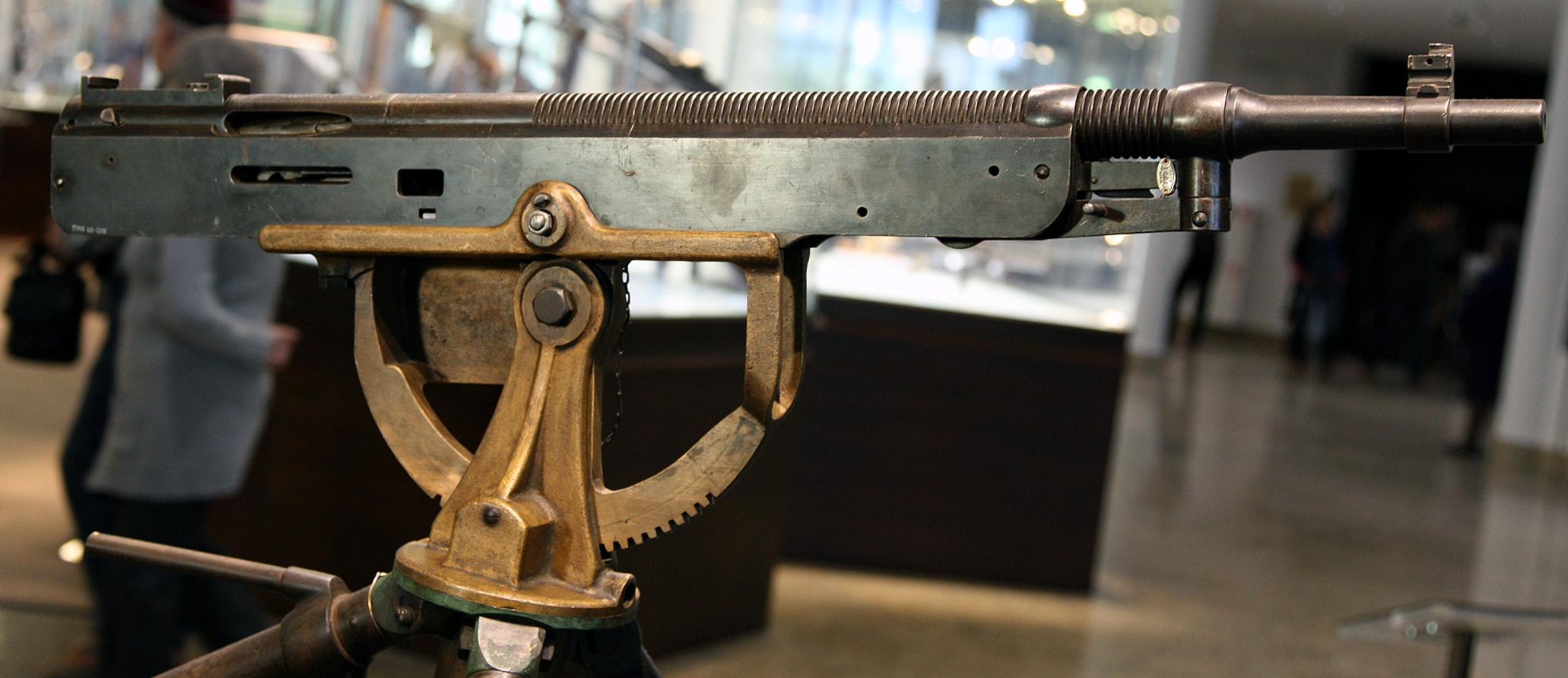
Кольт-Браунинг M1895 — первый серийный образец.

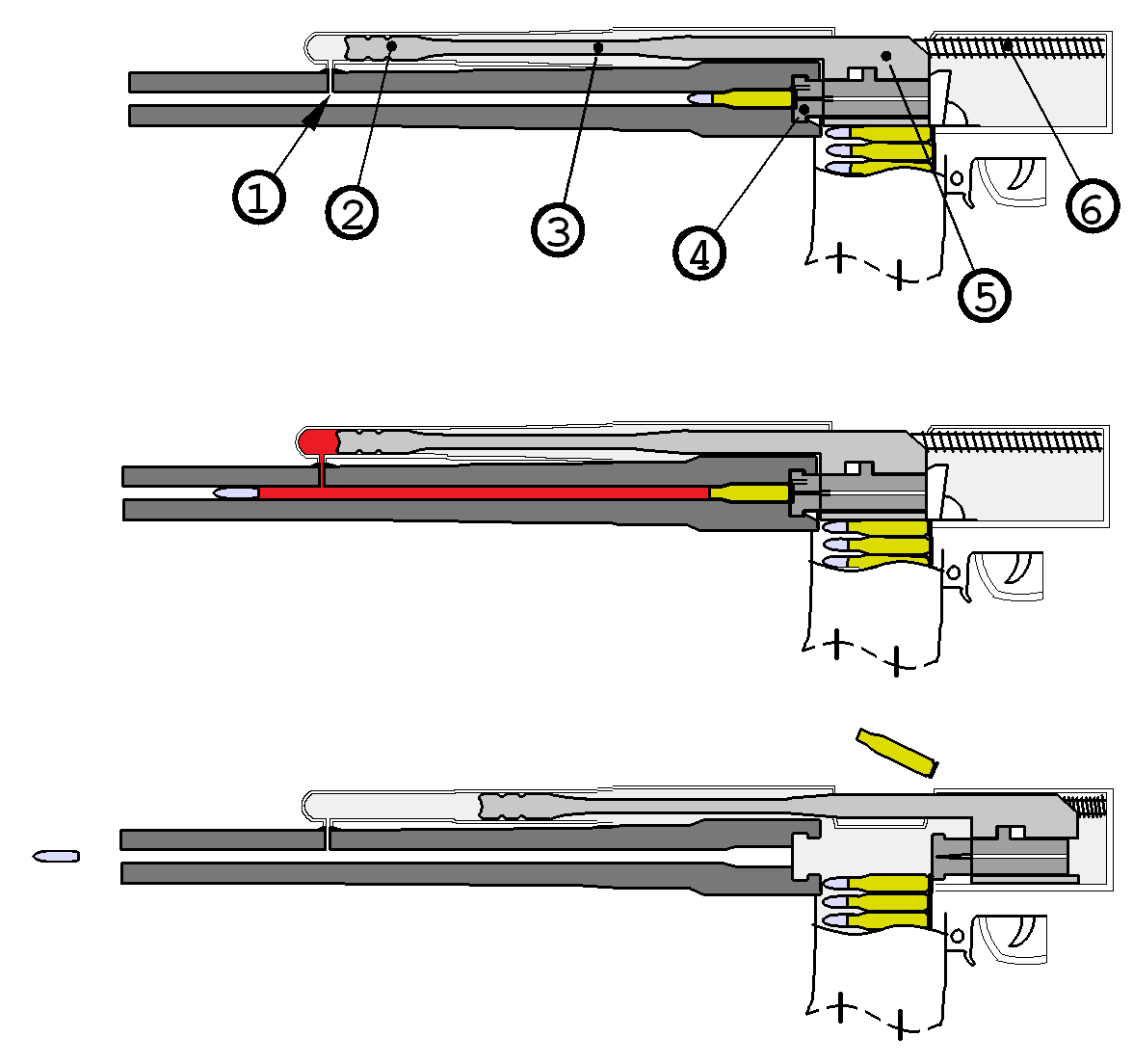
Отвод пороховых газов.1. газоотводное отверстие в канале ствола, 2. газовый поршень, 3. стержень, 4. затвор, 5. затворная рама, 6. возвратная пружина

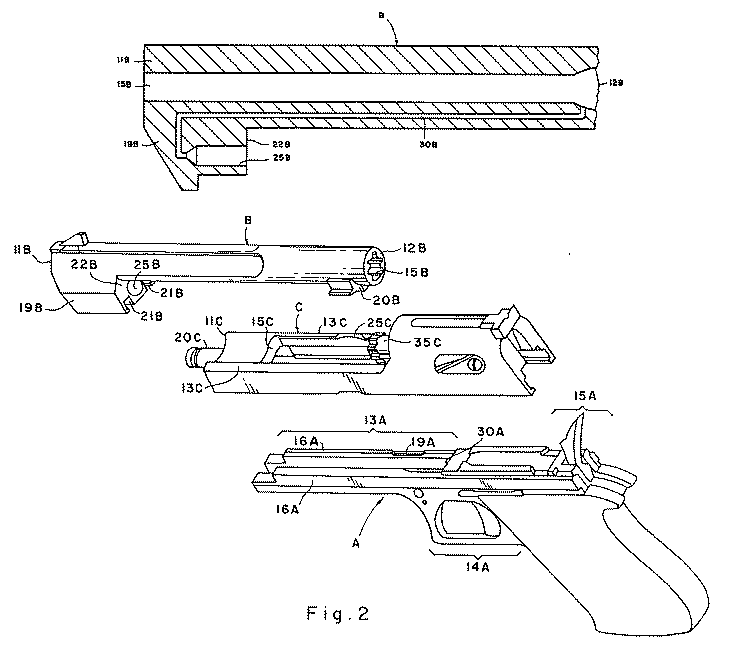
Чертёж газоотводного механизма пистолета Desert Eagle из оригинальной заявки на патент.

Отвод пороховых газов — принцип работы автоматики оружия (движущего механизма затвора), основанный на отводе пороховых газов из канала ствола. Один из наиболее распространённых среди пулемётов, автоматов и автоматических винтовок.

## История
Первым, кто усмотрел потенциал использования энергии пороховых газов для перезаряжания оружия был американец Джон Мозес Браунинг, проживавший вместе со своими братьями в городке Огден, где находилась созданная им оружейная фабрика. Браунинг, который к тому времени уже состоялся как конструктор винтовок и гладкоствольных ружей, не только конструировал и самостоятельно изготавливал опытные образцы оружия, но и вместе со своими братьями увлекался спортивной стрельбой
Однажды в 1889 году, отправившись за город на стрельбище в прерии, Джон обратил внимание на то, как от стремительно истекающих из ствола пороховых газов гнутся ветви деревьев и дрожат кусты. «Не зря его второе имя было Мозес (Моисей)», — отмечает историк оружия Джеймс Баллу, — «подобно тому как Моисею пришло озарение из Неопалимой купины, на Браунинга, смотрящего на дрожащие ветви кустов в пороховом дыму тоже снизошло озарение». Увидев, сколько энергии уходит на воздух впустую вместе с выстрелом, Браунинг тут же отправился в мастерскую, где изготовил приспособление для винтовки «Винчестер» — колпачок-насадку на дульный срез с выходным отверстием передней крышки чуть шире калибра ствола, соединённый со стержнем, припаянным к рычагу перезаряжания.
Пороховые газы, выходя с дульного среза создавали избыточное давление внутри колпачка, которое толкая вперёд крышку колпачка одновременно перезаряжало оружие. Убедившись в том, что устройство работает, Джон составил патентную заявку и приступил к воплощению своего замысла в металле — созданию автоматического оружия. Собственноручно выковав в кузнечном цеху небывалое до того устройство, которое он назвал «флаппером» (с англ. — «трещотка»), Браунинг купил билет на поезд и отправился через всю страну к своим деловым партнёрам на завод Кольта в Хартфорде (компания «Кольт» отвечала за серийное производство разработанных им образцов вооружения). Там он показал кольтовским инженерам своё изобретение и рассказал им общий замысел, после чего они стали смеяться, считая что этот грубо выкованный кусок металла ничего подобного не сможет. Браунинг незамедлительно доказал обратное: вставил в приёмник ленту на двести патронов, сел за гашетку, передёрнул рычаг и одной непрерывной очередью в двести выстрелов выпустил весь боекомплект. От удивления, кольтовские инженеры наблюдали за процессом разинув рты. Кто-то из присутствовавших сказал: «Он изобрёл ружьё-машину!» (англ. machine gun). Так родился современный пулемёт.
К тому времени уже существовали картечница Гатлинга, с вращающимся блоком стволов, приводимым в движение вручную, и пулемёт Максима, использующий энергию отдачи ствола, но Браунинг жил в такой глуши по меркам того времени, что никогда не видел ничего подобного. Его изобретение можно считать совершенно самобытным. На последовавших вскоре войсковых испытаниях пулемёт стрелял непрерывно в течение трёх минут, сделав 1800 выстрелов подряд. К концу стрельбы ствол был раскалён докрасна и оружие было окутано густыми клубами дыма от сгоревшего пороха и дымящегося металла, костюм Джона был весь в брызгах свинца, разлетавшегося в стороны из оплавлявшихся на вылете с раскалённого ствола пуль, но не произошло ни единой задержки. Впоследствии, от созданного Браунингом устройства «флаппер» произошли практически все современные автоматы и пулемёты.

## Принцип
После накола капсюля воспламеняется пороховой заряд, давление продуктов горения которого (в первом приближении по адиабатическому процессу {\displaystyle P=const/V^{k}}) выталкивает пулю из гильзы. Далее пуля движется по стволу и, в какой-то момент, проходит газоотводное отверстие. Часть пороховых газов через отверстие устремляется в газовую трубку, в которой установлен газовый поршень (АК) или шток (СКС).  Под давлением газа поршень отводит назад затворную раму, отпирая канал ствола. Происходит выброс гильзы.
Так как пуля к этому моменту уже покинула ствол, избыточное давление газов сбрасывается через канал ствола и/или газоотводные отверстия, расположенные в газовой трубке в конце хода газового поршня, и возвратная пружина начинает толкать затворную раму вперед, досылая очередной патрон в патронник.

### Прямое воздействие
При прямом воздействии пороховые газы проходят через газовую трубку и напрямую толкают затворную раму назад, осуществляя тем самым экстракцию стреляной гильзы. При таком принципе на затворной раме и ствольной коробке постепенно образуется нагар, что при редком уходе может вызвать задержки в работе оружия или даже заклинивание. Самым известным оружием, использующим принцип прямого воздействия, являются винтовки системы Юджина Стоунера AR-15/M16.

### Длинный ход
При длинном ходе газового поршня он напрямую соединён с затворной рамой. Пороховые газы, попадая в газовую трубку, воздействуют на поршень, который  толкает затворную раму и проходит с ней весь цикл перезарядки. Оружие, использующее данный принцип: большинство автоматов Калашникова, винтовки M1 Garand, SIG SG 550.

### Короткий ход
При коротком ходе газового поршня он не соединён с затворной рамой. Пороховые газы, попадая в газовую трубку, воздействуют на поршень, который  толкает затворную раму, а сам, достигнув крайней точки, под воздействием возвратной пружины возвращается на исходную позицию. Затворная рама же, получив импульс от поршня, двигается назад и осуществляет экстракцию стреляной гильзы. Оружие, использующее данный принцип: винтовки HK416, FN FAL, Steyr AUG, SCAR-L, SCAR-H.

### Газовый регулятор
Газовый регулятор — устройство, которое управляет количеством пороховых газов, поступающих в газоотводный механизм. Бывают автоматическими и ручными. Используются для возможности стрельбы из одного оружия различными патронами без смены газоотводного механизма, а так же в случае загрязнения оружия или стрельбы в тяжёлых условиях. Принцип работы газового регулятора — изменение диаметра газоотводного отверстия. Ручной регулятор позволяет полностью перекрыть газоотводное отверстие, тем самым перекрыв поток пороховых газов. Эта возможность используется при стрельбе из ствола оружия гранатой.

## Интересные факты
- Единственный пистолет в котором используется принцип газоотвода для перезаряжания оружия это Desert Eagle, газоотводная трубка расположена у него под стволом.

Действие механизма перезарядки пулемёта Льюиса